# Геру
Геру (араб. كرو‎, фр. Guerou) — город на юге Мавритании, на территории области Ассаба. Административный центр одноимённого департамента.

## Географическое положение
Город находится в северной части области, на расстоянии приблизительно 455 километров к востоку-юго-востоку (ESE) от столицы страны Нуакшота. Абсолютная высота — 185 метров над уровнем моря.

## Население
По оценочным данным 2013 года численность населения города составляла 32 720 человек.
Динамика численности населения города по годам:
| 1997   | 1998   | 2013   |
| ------ | ------ | ------ |
| 15 158 | 15 935 | 32 720 |

## Транспорт
Ближайший аэропорт расположен в городе Киффа.